# DR1
«ДР1» («DR1») — 1-я телепрограмма Радио Дании.

## История
Передачи ведутся с 1951 года, сначала только в течение часа в день, три раза в неделю.